# Obnovitelné zdroje energie na Islandu

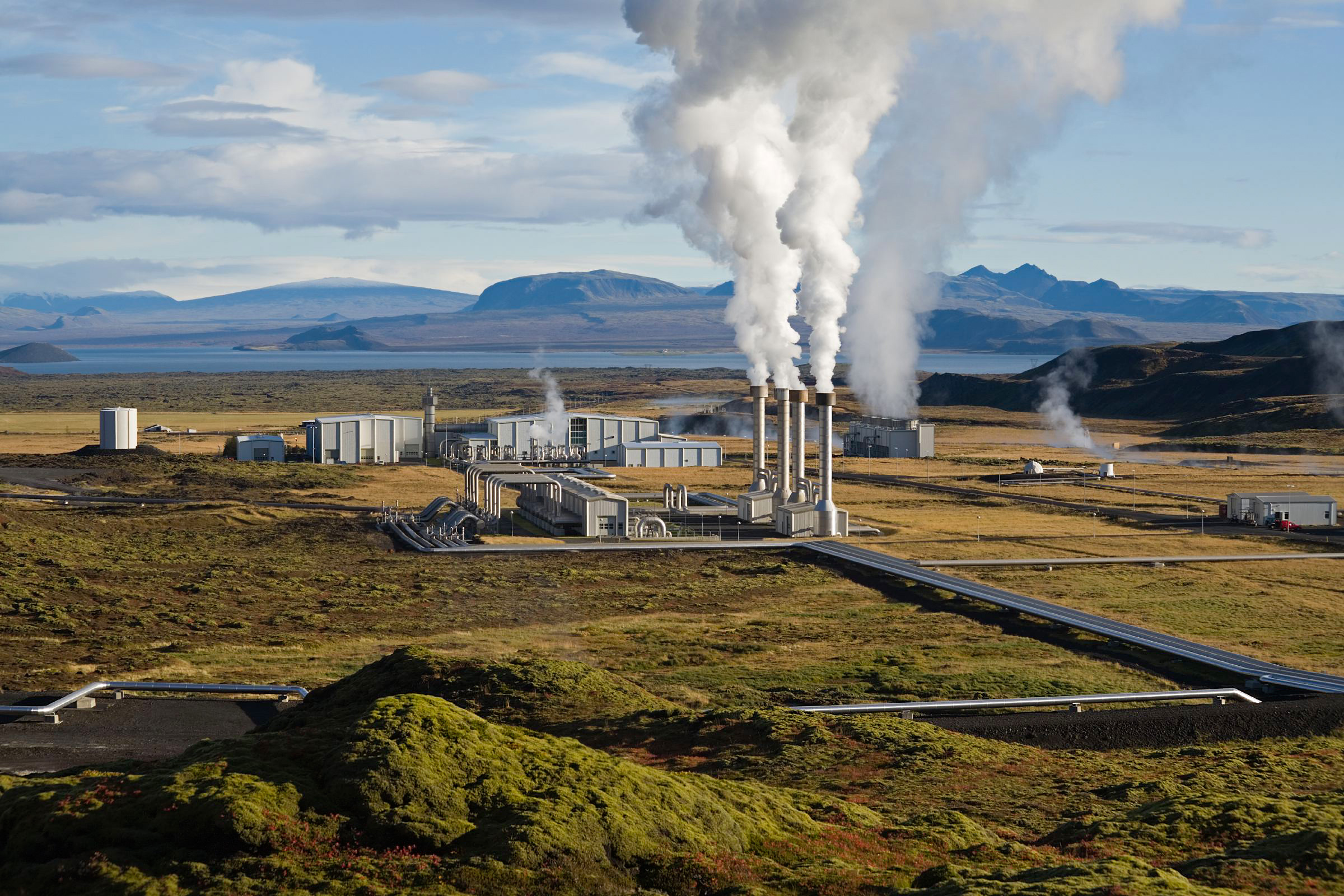
Geotermální stanice Nesjavellir

Obnovitelné zdroje energie na Islandu jsou významným prvkem ekonomiky Islandu. Okolo 85 procent z celkové spotřeby energie na Islandu pochází z místních obnovitelných zdrojů. V roce 2011 poskytovala geotermální energie přibližně 65 procent z celkové spotřeby energie, podíl vodní energie činil 20 procent a podíl fosilních paliv (zejména ropných produktů v dopravě) byl 15 procent. V roce 2013 začal Island vyrábět též větrnou energii.
Hlavní využití pro geotermální energii je ve vytápění domovů, kam se teplo přivádí pomocí rozsáhlého vytápěcího systému. Okolo 85% všech domácností na Islandu je vytápěno geotermální energií.
Zdroje obnovitelné energie poskytují takřka 100 procent výroby elektrické energie, okolo 75 procent pochází z vodních a 25 procent z geotermálních elektráren. Většina hydroelektráren je vlastněna národní energetickou společností Landsvirkjun, která je hlavním dodavatelem elektřiny na Islandu. V roce 2011 činila celková spotřeba elektrické energie na Islandu 17,210 GWh. Island je největším světovým výrobcem tzv. zelené energie v přepočtu na počet obyvatel.

## Geologie

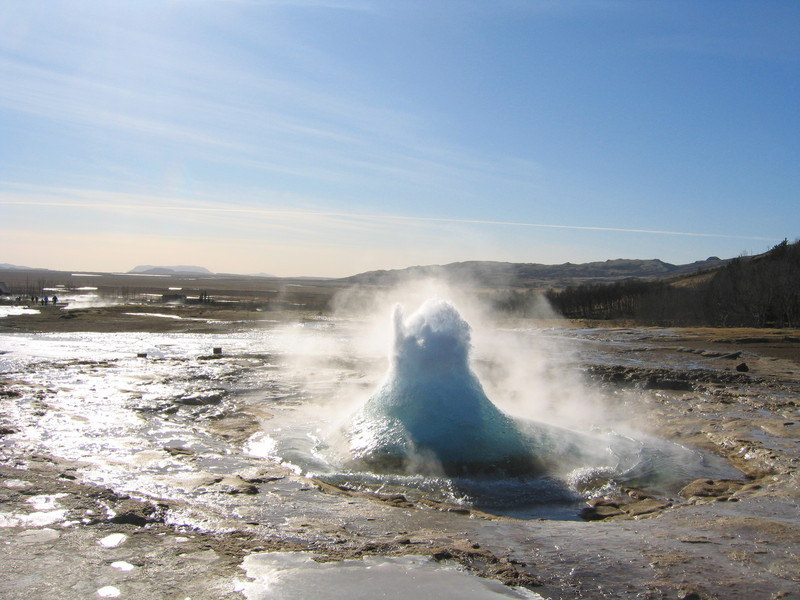
Gejzír Strokkur. Island leží v oblasti Středoatlantského hřbetu a proto je jednou z tektonicky nejaktivnějších oblastí na světě

Unikátní geologické podmínky na Islandu umožňují vyrábět elektřinu z obnovitelných zdrojů poměrně levně, a to z mnohých zdrojů. Island je umístěn v oblasti Středoatlantského hřbetu, který tuto oblast činí jednou z tektonicky nejaktivnějších oblastí na světě. Je zde přes 200 sopek a přes 600 termálních pramenů. Jsou zde přes 20 stupňů horká jezírka a mnohé z nich dosahují teplot až 150 stupňů Celsia. Tyto skutečnosti tedy umožňují využít tuto energie od vytápění domů až třeba k zahřívání koupališť. Vodní energie je využívána díky ledovcovým řekám a vodopádům, kterých je zde velmi vysoké množství.